# Marie Louise van Bulgarije
Prinses Marie Louise van Bulgarije, de 9e Prinses van Koháry (Sofia, 13 januari 1933) is een Bulgaarse prinses uit het huis Wettin.
Zij is, als het oudste kind van tsaar Boris III van Bulgarije en tsaritsa Giovanna, de oudere zuster van Simeon, de laatste tsaar der Bulgaren.
Nadat in 1946 de monarchie in Bulgarije definitief was afgeschaft, vertrok de ex-tsarina met haar kinderen naar Alexandrië, waar zij zich vestigde bij haar daar in ballingschap levende grootouders, ex-koning Victor Emanuel III en Helena van Montenegro.

## Huwelijken
Op 14 februari 1957 trad Marie Louise in het huwelijk met Karl zu Leiningen, een zoon van Frederik Karel zu Leiningen en Maria Kirillovna van Rusland. Uit dit huwelijk kwamen twee kinderen voort:
- Prins Karl Boris Frank Markwart zu Leiningen, de Erfprins van Koháry (1960)
- Prins Hermann Friedrich Roland Fernando zu Leiningen (1963)

In 1968 scheidde het paar. Marie Louise hertrouwde met Bronisław Tomasz Andrzej Chrobok en kreeg nog twee kinderen. Het paar woont in Madison (New Jersey)
- Prinses Alexandra Nadejda Maria Chrobok van Koháry (1970)
- Prins Pawel Alastair Antoni Chrobok van Koháry (1972)